# From the Ground Up - Edge's Picks from U2360°
From the Ground Up - Edge's Picks from U2360° è il quinto album dal vivo del gruppo musicale irlandese U2, pubblicato il 17 dicembre 2012.

## Descrizione
Pubblicato in allegato al libro fotografico From the Ground Up, contiene 15 brani registrati dal vivo in varie città nel corso dell'U2 360º Tour, selezionate dal chitarrista The Edge ed escluse dal precedente album dal vivo U22.

## Tracce
1. Breathe (at Stadio San Siro, Milan, 8/7/09) – 5:34
2. I Will Follow (at Stade Roi Baudouin, Brussels, 22/9/10) – 3:55
3. Get on Your Boots (at Gillette Stadium, Foxborough, 20/9/09) – 4:07
4. New Year's Day (at Croke Park, Dublin, 27/7/09) – 4:48
5. Electrical Storm (at Stadio San Siro, Milan, 8/7/09) – 4:48
6. Stuck in a Moment You Can't Get Out Of (at Estadio Azteca, Mexico City, 11/5/11) – 4:48
7. Your Blue Room (at Giants Stadium, East Rutherford, 23/9/09) (featuring Sinéad O'Connor, Frank De Winne and fellow NASA astronauts) – 4:19 – originariamente composta dai Passengers
8. Vertigo (at Subiaco Oval, Perth, 18/12/10) – 4:08
9. I'll Go Crazy If I Don't Go Crazy Tonight (at Stade De France, Paris, 11/7/09) – 6:30
10. Sunday Bloody Sunday (at Vanderbilt Stadium, Nashville, 2/7/11) – 4:11
11. Scarlet (at Vanderbilt Stadium, Nashville, 2/7/11) – 2:30
12. In a Little While (at Estadio Morumbi, São Paulo, 9/4/11) (featuring Frank De Winne) – 3:35
13. Miss Sarajevo (at Estadio Unico De La Plata, Buenos Aires, 30/3/11) – 4:11 – originariamente composta dai Passengers
14. Hold Me, Thrill Me, Kiss Me, Kill Me (at Estadio Nacional, Santiago, 25/3/11) – 5:18
15. "40" (at Magnetic Hill Music Festival, Moncton, 30/7/11) – 4:54

Tracce bonus digitali
1. No Line on the Horizon (at Don Valley Stadium, Sheffield, 20/8/09) – 4:25
2. Spanish Eyes (at Estadio Anoeta, San Sebastián, 26/9/10) – 2:51
3. Desire (at Subiaco Oval, Perth, 19/12/10) – 2:51
4. Pride (In the Name of Love) (at Veltins-Arena, Gelsenkirchen, 3/8/09) – 3:48
5. Angel of Harlem (at Stade de France, Paris, 12/7/09) – 5:21

## Formazione
Gruppo
- Bono – voce, chitarra ritmica, armonica ("Desire")
- The Edge – chitarra, pianoforte, cori, basso ("40")
- Adam Clayton – basso, chitarra ("40")
- Larry Mullen, Jr. – batteria, percussioni

Altri musicisti
- Terry Lawless – tastiera (tracce 5 e 19), organo Hammond (traccia 12)